# J-Stars
トライアクシス J-STARS（英表記：TRIAXIS J-STARS）は、日本の大阪府に拠点を置くアメリカンフットボールのクラブチーム。Xリーグ1部のX1 Areaに所属する。

## 歴史
1985年に富士ゼロックス（現:富士フイルムビジネスイノベーション）グループ大阪地区にて結成された(プライベートリーグである御堂筋リーグに加盟)。なおXリーグには富士ゼロックスの名を冠するクラブチーム、富士ゼロックスミネルヴァAFC（現富士フイルムミネルヴァAFC）があったが、特に人材交流等はなく、別個のチームとして活動している。
1989年に社会人協会加盟、準加盟リーグにて優勝。
1990年に2部Aリーグ優勝、入れ替え戦に勝利し初の1部昇格を果たす。
1991年から1部リーグに所属し最高順位4位になるも、1993年1部リーグ削減（12チーム→6チーム）により2部降格となった。
1994年から1999年まで2度入れ替え戦に出場も昇格はならなかった。
2010年に入れ替え戦で勝利して18年ぶりの1部昇格するも、1年で降格。
2012年から3年連続で入れ替え戦に出場いずれも敗れるが、西宮ブルーインズがX2に自主降格したためX1に昇格。
その後再びX2降格、2017年にはX3に降格となった。
2000年・2003年・2004年・2009年には西日本社会人選手権大会には優勝を経験している。
2018年よりメインスポンサーがエコリングに変更されたため、チーム名も「エコリングJ-Stars」に改称された。
2019年はエコリングの撤退によりチーム名「J-STARS」として活動していた。
2020年よりLINKWORKSがメインスポンサーとなり、「トライアクシス J-STARS」に改称された。

## 秋季リーグ戦成績
- 1996年X2ウエスト　3勝2敗　3位
- 1997年X2ウエストB　3勝2敗　2位
- 1998年X2ウエストB　3勝2敗1分　4位 X3リーグ自動降格
- 1999年X3ウエスト　5勝0敗　1位 X2リーグ昇格
- 2000年X2ウエスト　4勝1敗　2位
- 2001年X2ウエスト　3勝2敗　2位
- 2002年X2ウエスト　2勝2敗　4位
- 2003年X2ウエスト　1勝4敗　5位
- 2004年X2ウエスト　2勝3敗　4位
- 2005年X2ウエスト　4勝1敗　2位
- 2006年X2ウエスト　3勝2敗　3位
- 2007年X2ウエスト　3勝2敗　3位
- 2008年 X2ウエスト 2勝2敗1分 4位
- 2009年 X2ウエスト 4勝1敗 2位
- 2010年 X2ウエスト 4勝1敗 1位、X1-X2入替戦(名古屋サイクロンズ)に勝利しX1昇格
- 2011年 Xウエスト 1stステージ 5敗 6位・2ndステージ 1勝1敗 6位、X1-X2入れ替え戦(阪急ブルーインズ)に敗れX2降格
- 2012年 X2ウエスト 5勝 1位、X1-X2入れ替え戦(西宮ブルーインズ)に敗れX2残留
- 2013年 X2ウエスト 4勝1敗 1位、X1-X2入れ替え戦(名古屋サイクロンズ)に敗れX2残留
- 2014年 X2ウエスト 4勝1敗 2位、X1-X2入れ替え戦(西宮ブルーインズ)に敗れるも西宮のX2自主降格によりX1昇格
- 2015年 Xウエスト 1stステージ 5敗 6位・2ndステージ 2敗 8位タイ 総合17位タイ、X1-X2入れ替え戦(サイドワインダーズ)に敗れX2降格
- 2016年 X2ウエスト 2勝3敗 4位
- 2017年 X2ウエスト 1勝4敗 5位 、X2-X3入れ替え戦(オーパーツ福岡SUNS)に敗れX3降格
- 2018年　X3ウエスト 5勝 1位　入替戦出場　X2昇格
- 2019年　X2ウエスト　4敗1分 6位　入替戦出場
- 2020年　X2WEST 3敗 コロナの影響で短縮開催
- 2021年 X2WEST 1勝4敗 6位
- 2022年X2WEST 3勝2敗 3位
- 2023年X2WEST  4勝1敗 2位 X1AREA　WEST昇格(出典:日本社会人アメリカンフットボール協会　X2試合情報　2021〜2023)　(出典　:1996年～ 2007年 2018年～ 2020年分を X LEAGUE 2024 OFFICIAL DATA BOOK 56ページから追加)
- 2024年　X1AREA　WEST　1勝3敗　3位